# Delfim Moreira (atleta)
Delfim José Teixeira Moreira (nascido em 11 de dezembro de 1955) é um atleta de fundo português. Ele competiu na maratona nos Jogos Olímpicos de Verão de 1984.